# ریچ دولیوس
ریچ دولیوس (انگلیسی: Rich Duwelius؛ زادهٔ ۲۳ نوامبر ۱۹۵۴) بازیکن والیبال اهل ایالات متحده آمریکا بود.